# Rik Boey
Rik Boey (23 februari 1984) is een Vlaams radiopresentator en stemacteur, voornamelijk bekend van de commerciële radiozender Q-music.

## Biografie
Rik Boey studeerde Journalistiek aan de Artesis Plantijn Hogeschool in Antwerpen en volgde ook een opleiding Kleinkunst aan het Koninklijk Conservatorium. Nadien ging hij aan de slag als programmaredacteur bij radiozender Q-music.

## Carrière

### Q-music
Boey maakte zijn debuut als presentator op Q-music in het najaar 2010 en vormde vanaf dan samen met Jolien Roets en Vincent Vangeel een trio dat tijdens vakantieperiodes de ochtendshow van Sven Ornelis en Kürt Rogiers overnam, en bij gelegenheid ook het programma van Wim Oosterlinck tijdens de avondspits. Ze behielden deze rol tot en met de zomer van 2012. 
Tijdens het seizoen 2012-2013 had Boey een eigen weekendprogramma, Best of Q, waarin hij tussen de muziek door terugblikte op radiofragmenten van de voorbije week. Hij verving dat najaar wederom een tijdje Wim Oosterlinck tijdens de avondspits, ditmaal zonder assistentie van Roets en Vangeel. Na de zomer van 2013 verdween Boey uit de ether en kreeg hij een rol achter de schermen van Q-music, eerst als "Creative Producer", nadien als "Content Manager". In het seizoen 2014-2015 was Boey een van de vaste stemmen van de radionovelle Tweede Verdiep Links, dat iedere middag wordt uitgezonden op de zender. 
In februari 2015 maakte Boey op Q-music zijn comeback als presentator. Tot juni 2017 verzorgde hij op werkdagen het programma @rikboey, dat aanvankelijk tussen 22 uur en middernacht werd uitgezonden en later tussen 19 en 22 uur. Samen met zijn vaste co-presentatrice Violette Goemans maakte hij tussendoor ook verscheidene edities van het op studenten gerichte verzoekprogramma Blok DJ en nam hij tijdens de zomer van 2016 onder de titel Rik & Violette het programma in de avondspits over. 
Vanaf de zomer van 2017 werkte Boey weer voornamelijk achter de schermen, voor de gedeelde onlineredactie van Qmusic en Q2. 

### Openbare omroep
In de zomer van 2018 stapte hij over naar de VRT. Hij presenteert er onder andere 'Rik Staat Op' op Studio Brussel.
Huidig (anno 2023):
Ulrike D'hauwer · Liam D'hert · Dorothee Dauwe · Tom De Cock · Jana De Wilde · Vincent Fierens · Yoren Linsen · Maxine Janssens · Nils Melckenbeeck · Loore Nelen · Regi Penxten · Jolien Roets · Emma Salden · Jan Thans · Maarten Vancoillie · Matthias Vandenbulcke · Paulien Van der Jeugt · Naomi Vanderpoorten · Vincent Vangeel · Liam Van Haverbeke · Dimitri Wouters
Voormalig (2001–2023):
Dorianne Aussems (2013–2014) · Rik Boey (2010–2013, 2015–2017) · Born (2015–2017) · Herbert Bruynseels (2001–2009) · Anke Buckinx (2007–2016) · Bab Buelens (2020) · Armin van Buuren (2021–2022) · Marcia Bwarody (2013–2017) · Joren Carels (2018–2020) · Séverine Champeaux (2013–2015) · Sam De Bruyn (2015–2020) · Erwin Deckers (2001–2008) · Jolien De Greef (2015) · Anneke De Keersmaeker (2002) · Felice Dekens (2011–2022) · Frederika Del Nero (2011–2012) · Nathalie Delporte (2001–2014) · Serge De Marre (2004–2015) · Eline De Munck (2012–2014) · Bart-Jan Depraetere (2001–2019) · Dries De Vis (2019–2020) · Inge De Vogelaere (2017–2020) · Sean Dhondt (2015–2023) · Elien D'hooge (2019–2021) · Yasmina El Messaoudi (2014–2015) · Evi Geysels (2010–2018) · Elizabeth Gesels (2016) · Violette Goemans (2015–2017) · Jenno Hallaert (2012–2015) · Wine Lauwers (2011–2019) · An Lemmens (2015–2019) · Kris Mannaerts (2006–2011) · Kristin Moers (2002–2003) · Marie Monballiu (2014–2021) · Sarah Mylle (2016–2020) · Johan Notebaert (2001–2002) · Wim Oosterlinck (2006–2020) · Sven Ornelis (2001–2016) · Hans Otten (2002–2003) · Xander Peeters (2011–2013) · Astrid Philips (2011–2014) · Elke Plancke (2012–2013) · Jarne Ponet (2023) · Alexandra Potvin (2001–2009) · Jarne Rediers (2021-2023) · Kürt Rogiers (2008–2015) · Thomas Rottier (2021-2023) · Carl Schmitz (2001–2014) · Elias Smekens (2013–2018) · Kenny Smet (2006–2011) · Toon Smet (2015–2018) · Sara Steegen (2011–2012) · Kenneth Stevens (2006–2016) · Loïc Thaler (2015-2016, 2018-2022) · Shalini Van den Langenbergh (2014–2018) · Julie Van den Steen (2021) · Joke van de Velde (2013–2015) · Elke Vanelderen (2005–2006) · Arne Vanhaecke (2015–2016) · Maureen Vanherberghen (2016–2023) · Elke Van Mello (2008–2010) · Francesca Vanthielen (2001–2002) · Erika Van Tielen (2006–2008) · Heidi Van Tielen (2015–2018) · Bjorn Verhoeven (2001–2012) · Peter Verhoeven (2001–2018) · Steffi Vertriest (2013–2015) · Kristien Wollants (2018–2020)